# Anatole Marquet de Vasselot
Pour les autres membres de la famille, voir Marquet de Vasselot.
Anatole Marquet de Vasselot, comte Jean Joseph Marie Anatole Marquet de Vasselot, né à Paris le 16 juin 1840 et mort à Neuilly-sur-Seine le 10 avril 1904,, est un sculpteur et historien de l'art français.

## Biographie
Issu d'une famille poitevine, Anatole Marquet de Vasselot est l'oncle de Jean-Jacques Marquet de Vasselot, archéologue et historien de l'art français, conservateur au musée du Louvre, puis directeur du musée de Cluny à Paris.
En 1860, il entre au ministère de l'Intérieur, qu'il quitte en 1863 pour devenir premier secrétaire de la légation du roi de Siam à Paris.
En 1865, il se forme au dessin et la sculpture sous la direction de François Jouffroy et du peintre Léon Bonnat. Il est également élève de Charles-Auguste Lebourg et de Guillaume Bonnet (1820-1873)
En 1870-1871, Marquet de Vasselot participe à la guerre contre les Prussiens et est décoré de la médaille militaire après la bataille de Buzenval[Laquelle ?].
Il réalise des dizaines de bustes de personnalités religieuses ou civiles comme Abraham Lincoln, Balzac, Lamartine. Il conçoit des sujets animaliers pour le Muséum national d'histoire naturelle à Paris. Il reçoit des commandes pour l'église parisienne du Sacré-Cœur de Montmartre. Il réalise quatre bustes pour la façade sud de la bibliothèque de Rouen.
Il collabore à de nombreux magazines et revues littéraires et artistiques, et est également l'auteur d'ouvrages sur l'histoire de l'art.
De 1874 à 1882, il devient inspecteur de l'enseignement du dessin pour le département de la Seine.
Dans les années 1880, il donne au 7, rue Talma, dans le 16e arrondissement de Paris, un « cours de sculpture pour jeunes filles et femmes du monde ».  
Si sa notoriété artistique et littéraire reste modeste, il récolte néanmoins un grand nombre d'honneurs : il est promu au grade d'officier de l'Instruction publique. En 1886, il est nommé chevalier de la Légion d'honneur. Il est également grand-officier de l'ordre d'Isabelle la Catholique, commandeur de l'ordre de Saint-Stanislas de Russie, de l'ordre royal militaire du Christ du Portugal, chevalier de l'ordre de Léopold de Belgique, grand-croix du mérite militaire d'Espagne.
Il est créé comte romain héréditaire par bref du 30 octobre 1894.
Il est aussi membre de la Société des gens de lettres, de la Société des amis des arts, de la Société des artistes français, membre de l'Académie des beaux-arts de Lisbonne, membre des Sociétés de sauvetage de France, Belgique et d'Italie.
Marquet de Vasselot expose régulièrement au Salon des Artistes français. Il expose également en 1893 au second Salon de la Rose+Croix organisé par le Sâr Joséphin Péladan.
Le groupe en marbre de son Monument à Victor Schoelcher (1902) à Fort-de-France a été vandalisé en mai 2020.

## Distinctions
- Chevalier de la Légion d'honneur.
- Officier de l'Instruction publique.

## Œuvres

### Publications
- Histoire du portrait en France, Paris, 1880.
- Histoire de la sculpture à l'époque de la Renaissance, Paris, 1882.
- Histoire des sculpteurs français de Charles VIII à Henri III, Paris, 1889.
- « Les boiseries de Gaillon au musée de Cluny », Bulletin monumental, 1927, p. 322 à 369[8].

### Œuvres dans les collections publiques
- Angers, musée des Beaux-Arts : Chloé, 1877, buste en cire[9].
- Bagneux, cimetière communal : Monument au comte de Dampierre, buste en marbre. Architecte : Albert Lalanne (1844-1930).
- Caen, musée des Beaux-Arts : Ung Ymagier du Roy, 1883, bronze.
- Compiègne, parc du palais : Chloé à la fontaine, Salon de 1873, statue en marbre.
- Fort-de-France, place du Palais de Justice : Monument à Victor Schoelcher, 1902, groupe en marbre[7].
- Hauterives : Monument au général de Miribel, 1897, statue en bronze[10].
- Louviers, musée municipal : Le Docteur Louis Auzoux, buste en plâtre bronzé.
- Lyon, musée des Beaux-Arts : Chloé, 1875, statue en terre cuite[11].
- Paris :
  - Maison de Balzac :
    - Buste de Balzac, 1868, terre cuite[12] ;
    - Buste d'Honoré de Balzac, entre 1880 et 1890, terre cuite[13] ;
    - Honoré de Balzac, entre 1860 et 1900, terre cuite[14] ;
    - Balzac en sphinx, 1896, reproduction photomécanique d'une statue aujourd'hui non localisée[15].

  - mairie du 5e arrondissement : La Pureté au-dessus des Vices, Salon de 1900, marbre et bronze.
  - musée d'Orsay: Ung Ymagier du Roy, 1883, bronze[16].
  - square Lamartine : Monument à Lamartine, statue en bronze[17], inaugurée le 7 juillet 1886 dans le square alors appelé « square Victor-Hugo », refondue sous l'Occupation et remplacé en 1951 par une œuvre de Paul Niclausse[18].

## Salons
- 1873 : médaille de 3e classe.
- 1876 : médaille de 2e classe.
- 1900 : La Pureté au-dessus des Vices, marbre et bronze.

Œuvres d'Anatole Marquet de Vasselot
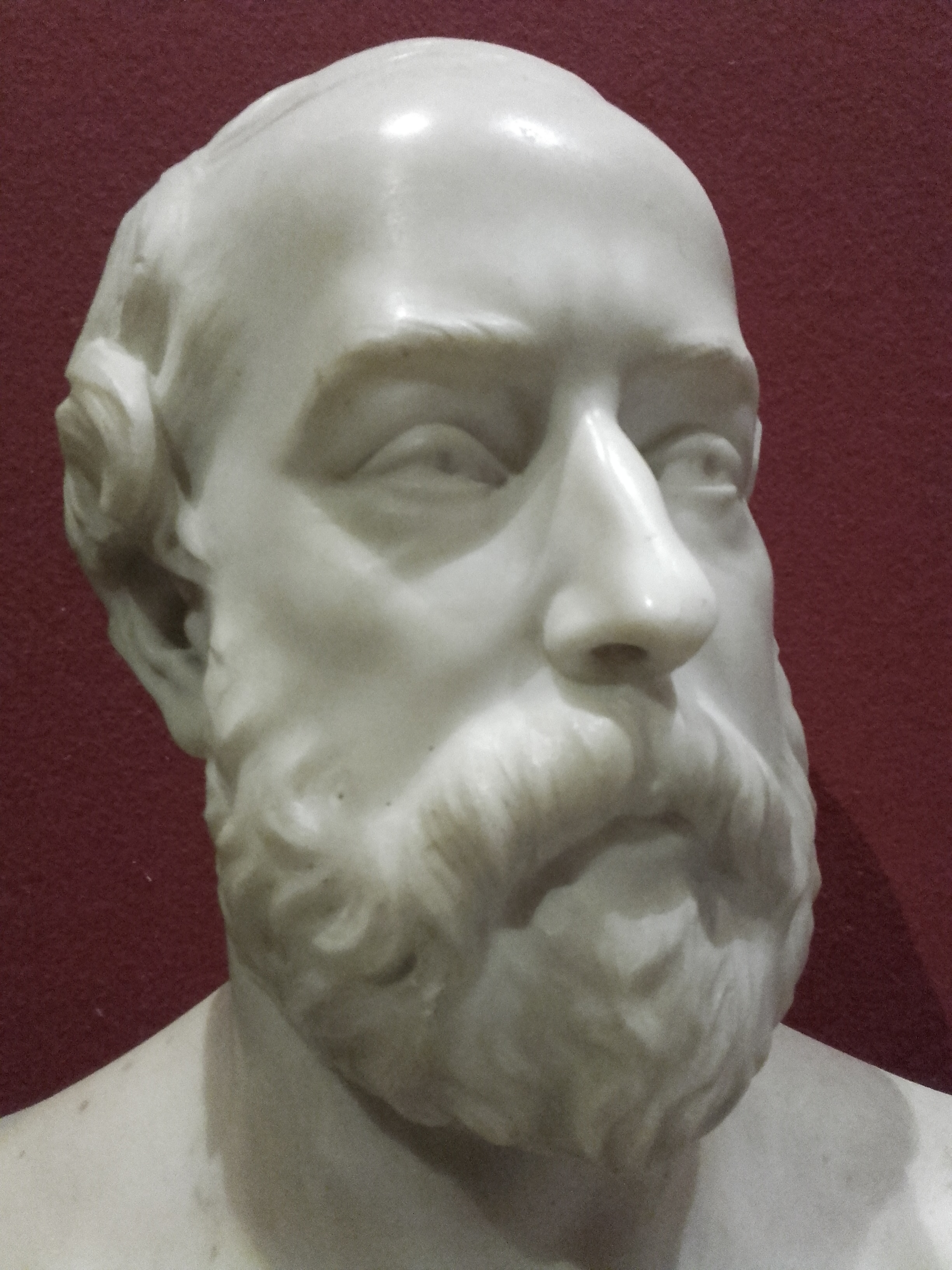
Henri comte de Chambord (1872), détail, château de Chambord.
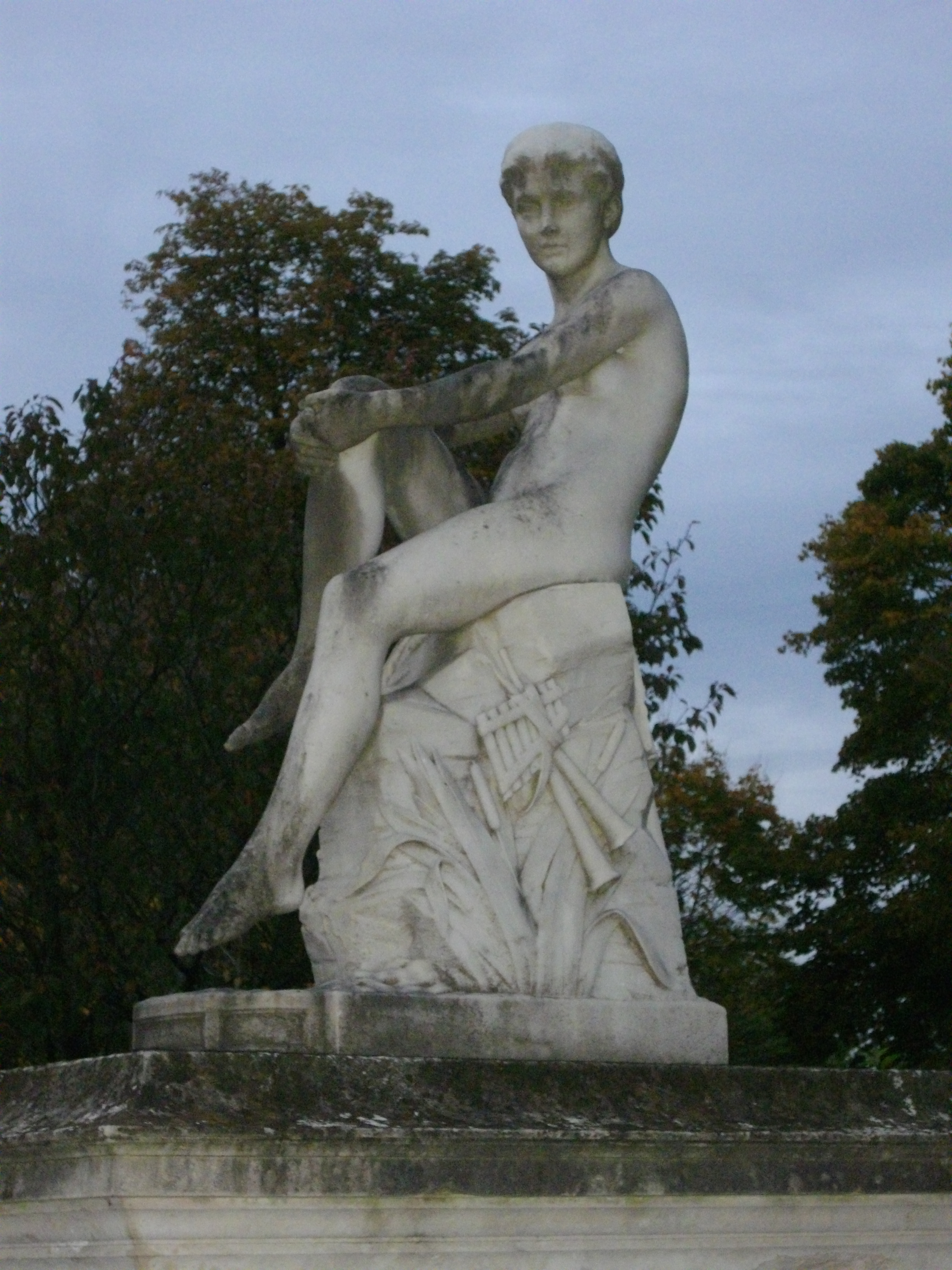
Chloé à la fontaine (1873), parc du palais de Compiègne.
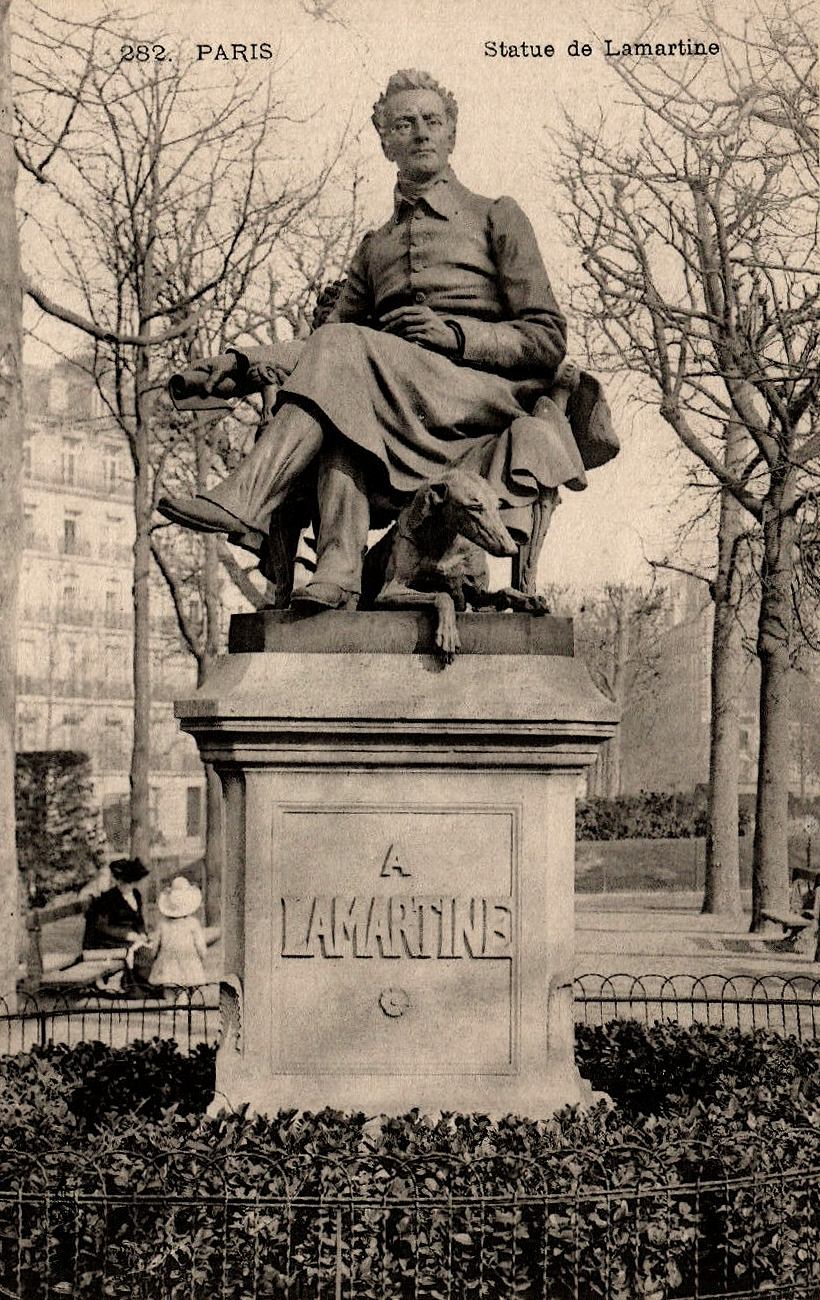
Monument à Lamartine (1886), Paris, square Lamartine.
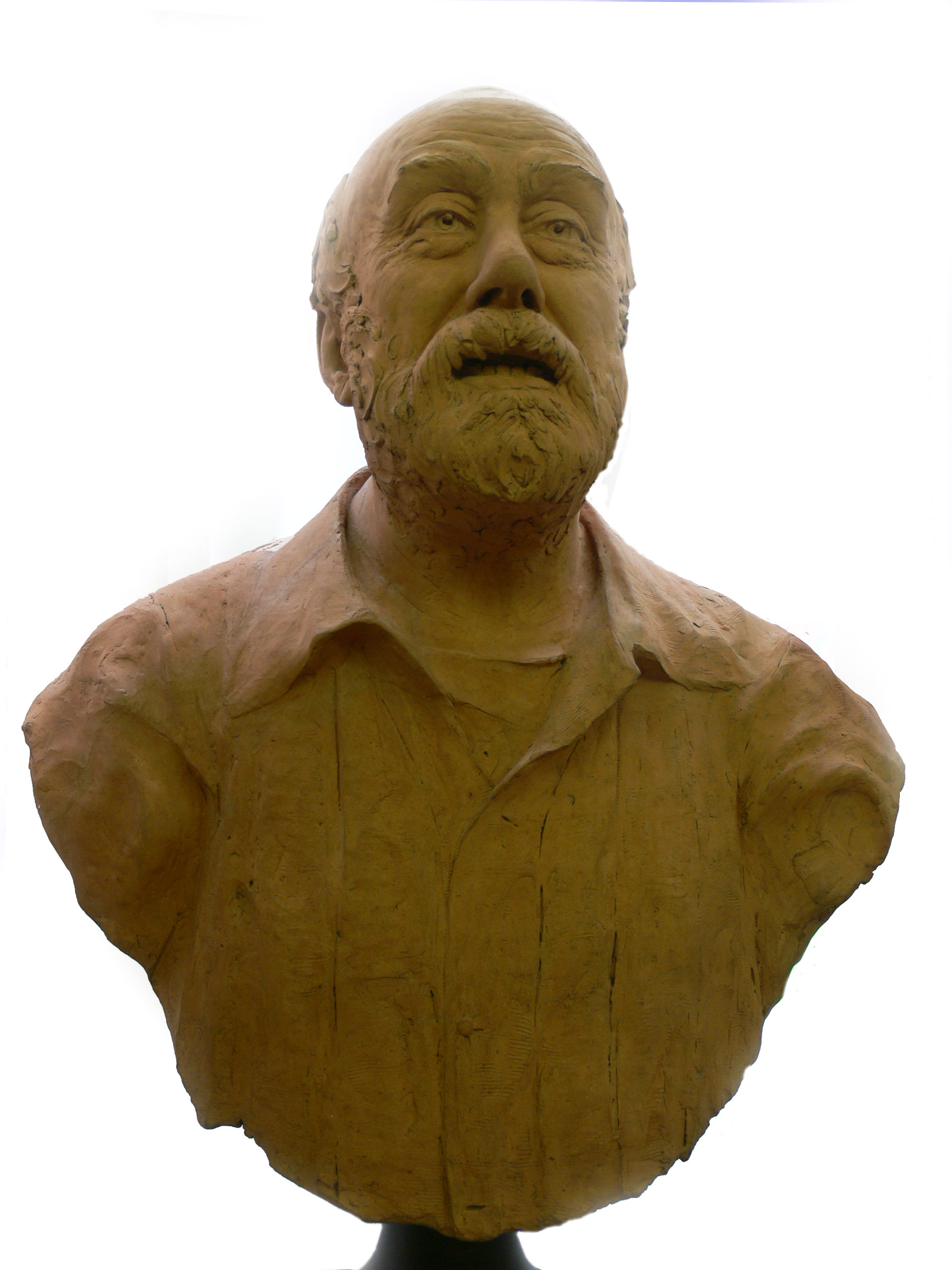
Gustave Nadaud (1893), terre cuite, musée d'Art et d'Industrie de Roubaix
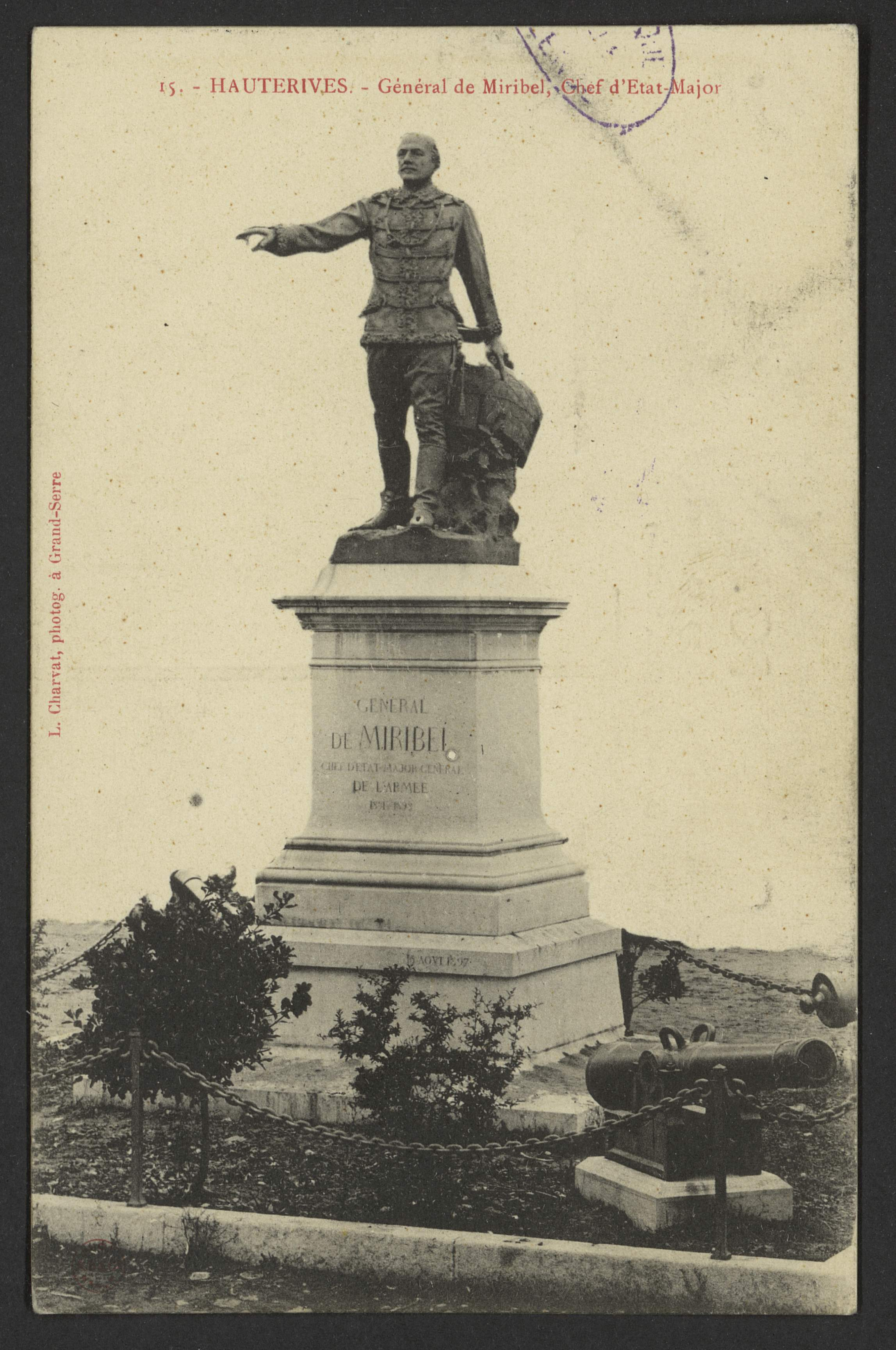
Monument au général de Miribel (1897), Hauterives.
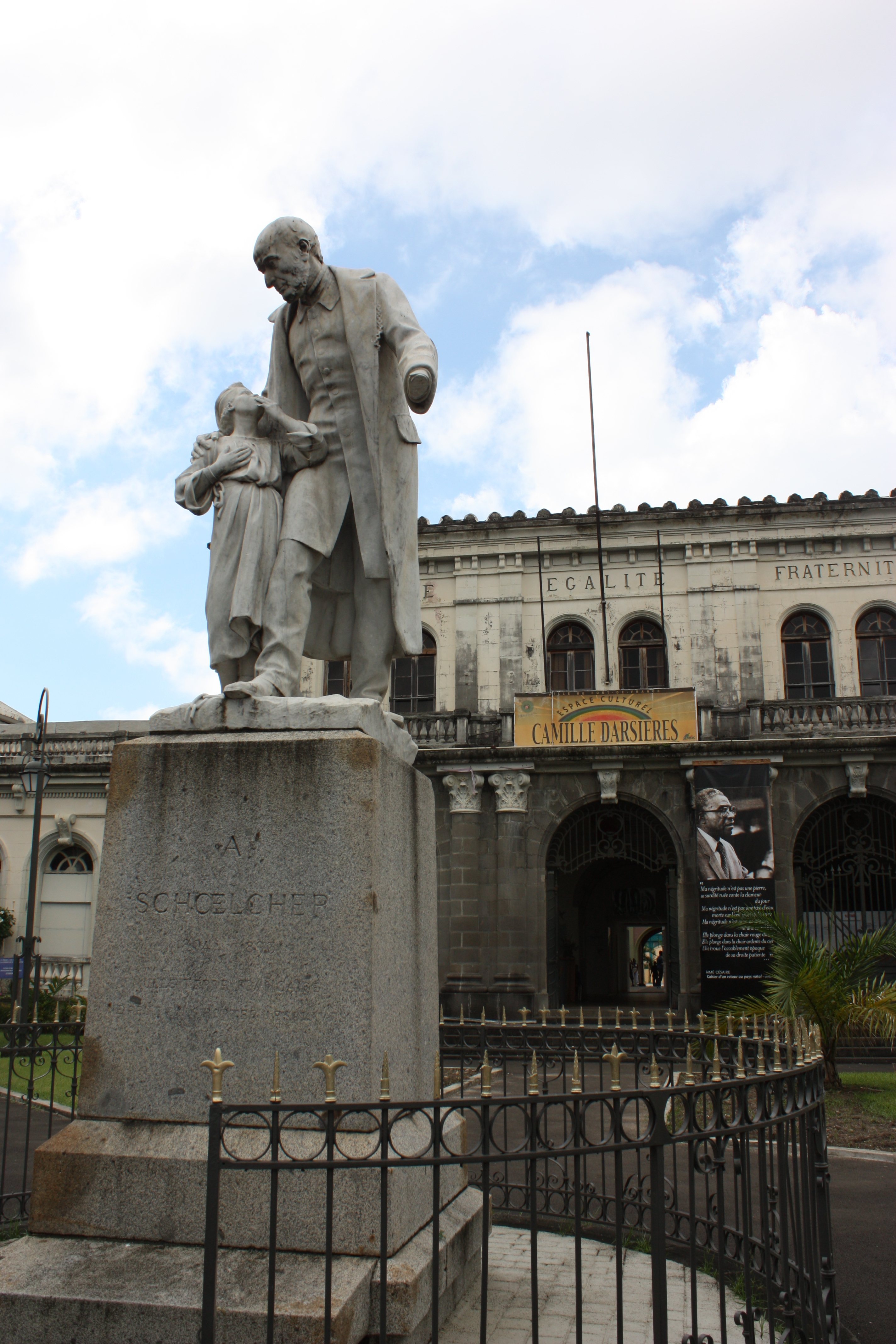
Monument à Victor Schoelcher (1902), Fort-de-France.
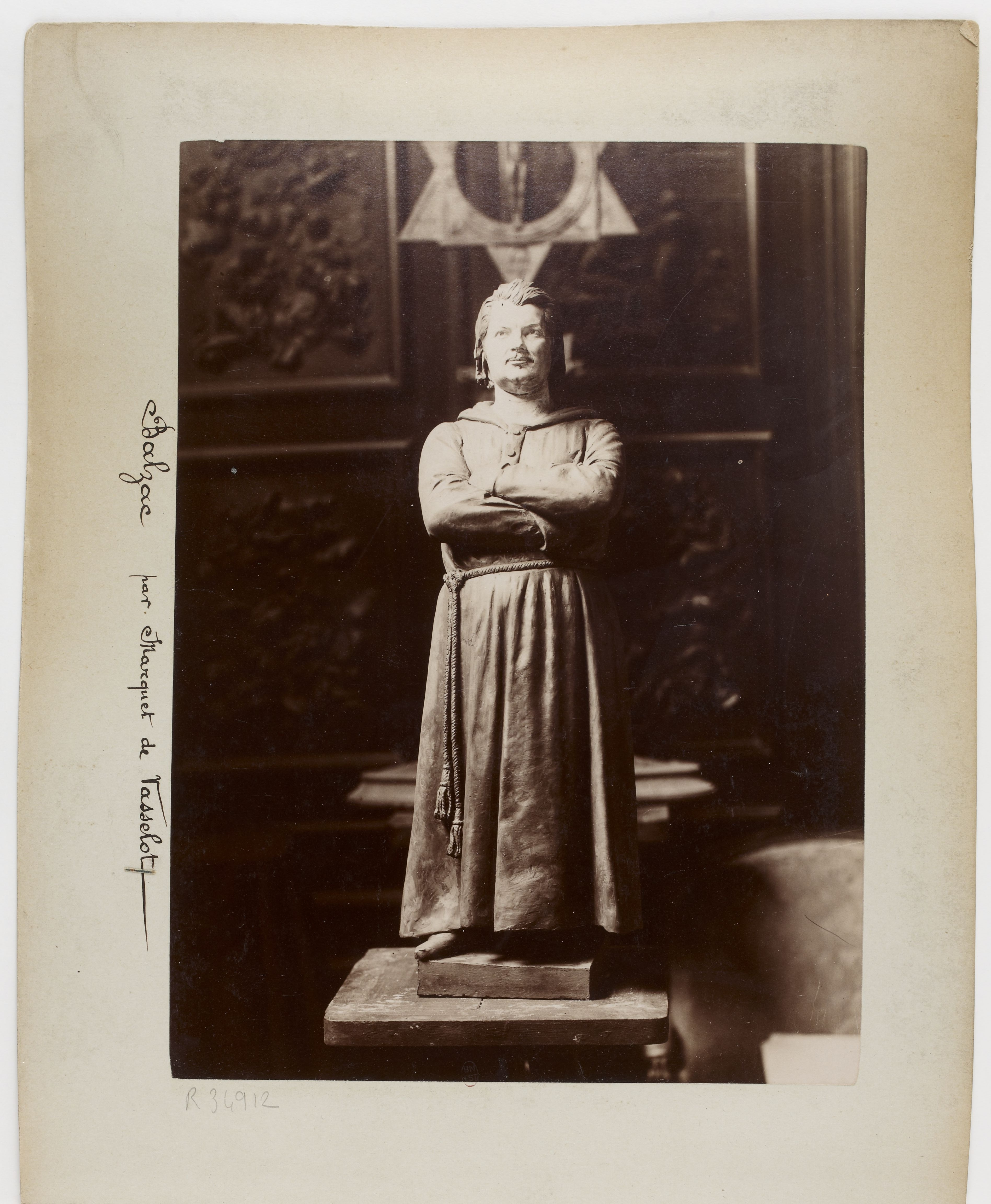
Honoré de Balzac, localisation inconnue.
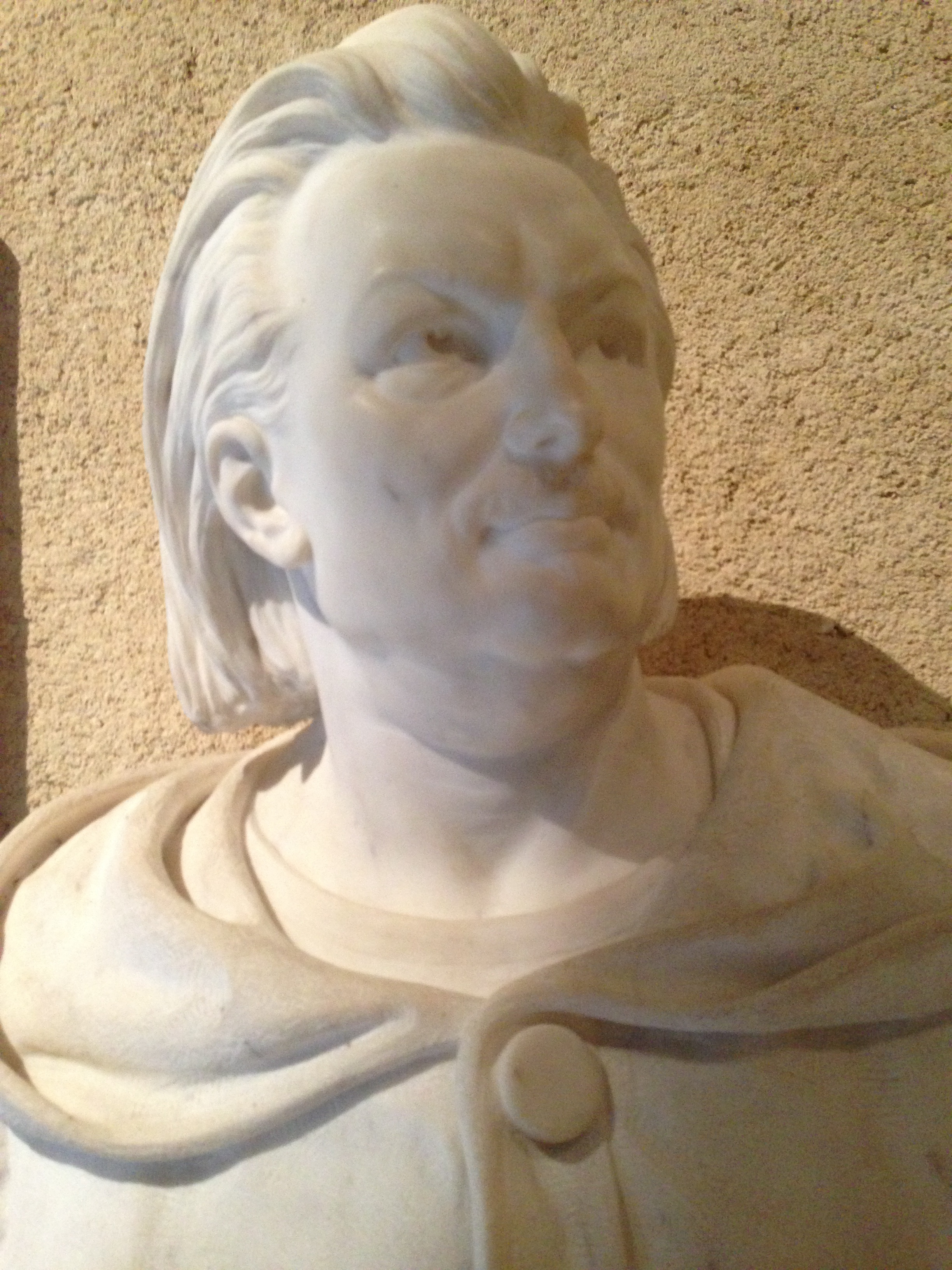
Buste d'Honoré de Balzac, détail, château de Saché.
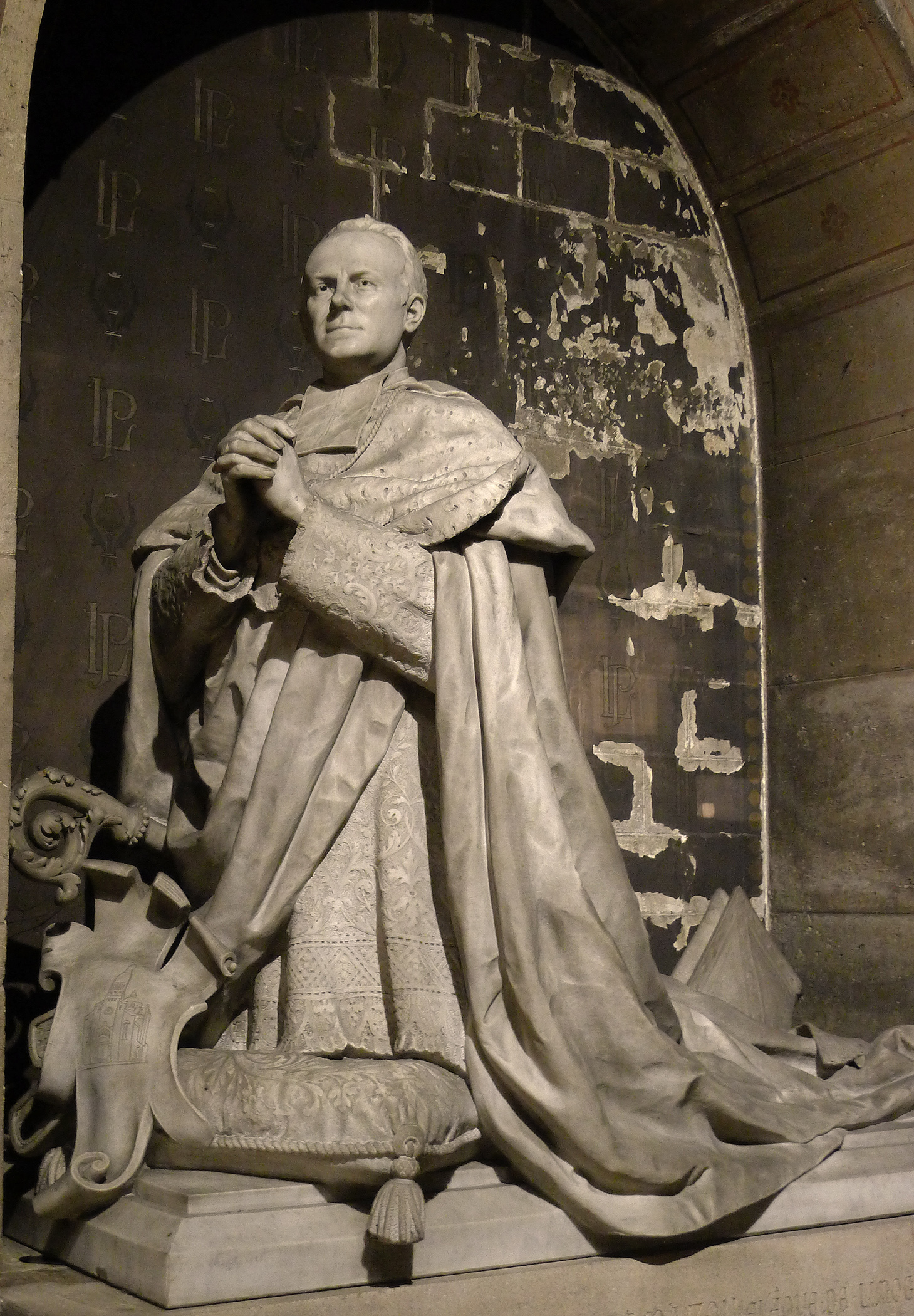
Orant de Pierre-Henri Lamazou, marbre, Paris, chapelle des Âmes-du-Purgatoire de l'église Notre-Dame-d'Auteuil.
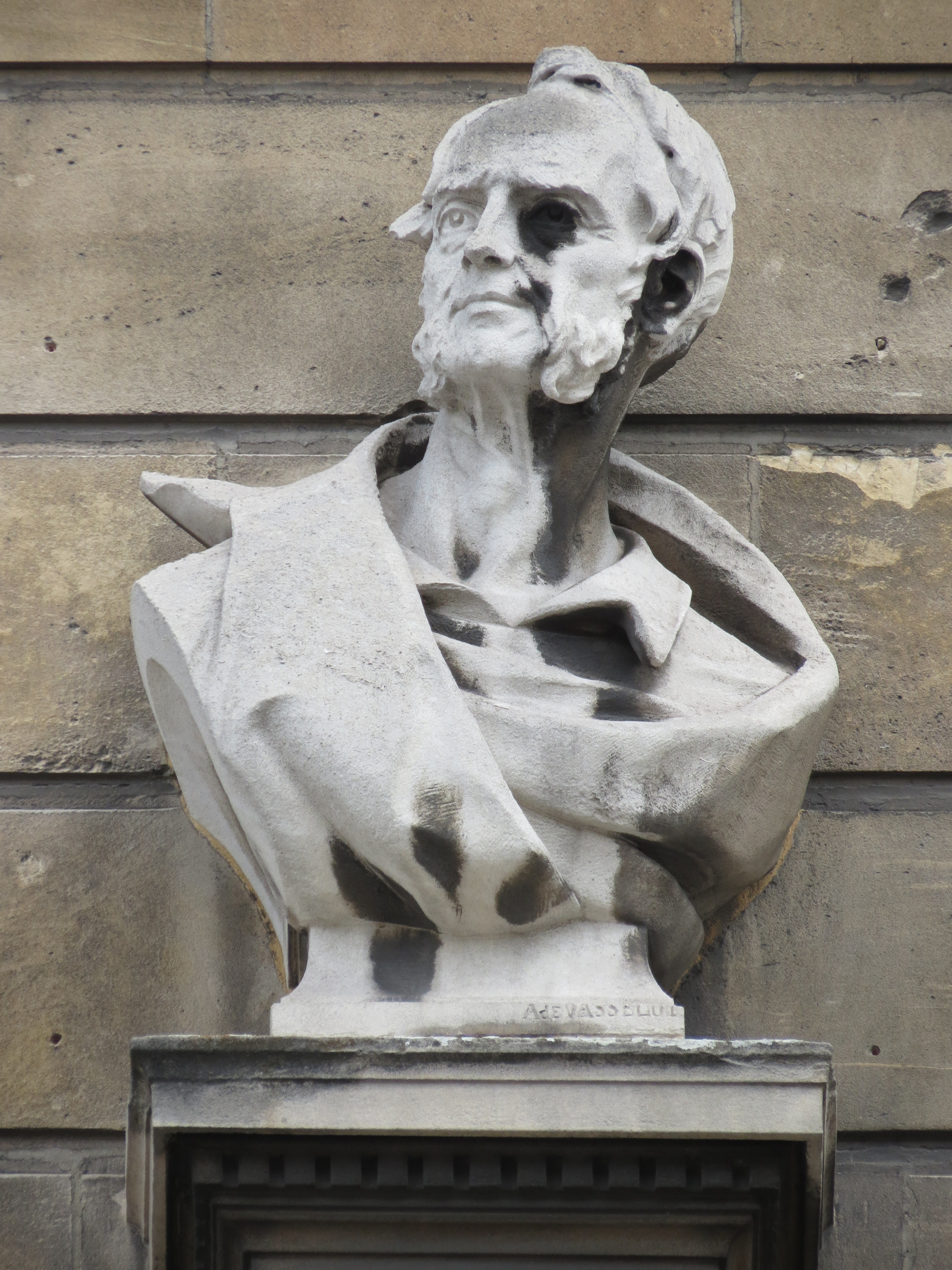
Joseph-Désiré Court, musée des Beaux-Arts de Rouen.